# Франко-итальянское соглашение о морской границе
Соглашение о морской границе между Францией и Италией — договор 1986 года между Францией и Италией, который определяет морскую границу между двумя странами в проливе Бонифачо.
Пролив Бонифачо отделяет французский остров Корсика от итальянского острова Сардиния. Договор был подписан 28 ноября 1986 года в Париже. Граница, установленная текстом договора, представляет собой относительно короткий участок длиной 40 морских миль и состоит из пяти прямолинейных морских сегментов, определяемых шестью отдельными координатными точками. Согласованная граница представляет собой приблизительную равноудаленную линию между двумя островами.
Договор вступил в силу 15 мая 1989 года после того, как обе страны ратифицировали его. Полное название договора — Соглашение между правительством Французской Республики и правительством Итальянской Республики о делимитации морских границ в районе пролива Бонифачо.